# Uva di Troia
Uva di Troia (heute häufiger Nero di Troia) ist eine autochthone Rotweinsorte im Süden Italiens. Die „Traube von Troia“ (also Troja) genannte Sorte soll von den Griechen aus Troja importiert worden sein. Andererseits gibt es in Apulien nur unweit von Foggia den Ort Troia. Sie ist in der Metropolitanstadt Bari sowie den Provinzen Brindisi und Foggia empfohlen. Darüber hinaus ist ihr Anbau auch in den Provinzen Caserta (Kampanien), Lecce und Tarent zugelassen. Im Jahr 1999 wurde eine bestockte Rebfläche von 3032 Hektar erhoben.
Die sehr spätreifende Sorte ist mäßig wuchsstark. Die Erträge sind nicht sehr hoch. Die Sorte ist anfällig gegen den Echten und Falschen Mehltau. Zudem fürchten die Winzer den Favonio, einen warmen Südwind in Apulien. Wenn sortenrein ausgebaut, ergibt die Rebe tiefdunkle, tanninbetonte Rotweine mit einem violetten Schimmer. Der Alkoholgehalt ist meist sehr hoch und kann 14 Volumenprozent erreichen. Der Wein findet Eingang in die DOC-Weine Cacc’e mmitte di Lucera, Castel del Monte, Barletta Rosso und Rosso di Cerignola, sowie in den einfachen Wein Rosso Canosa. Uva di Troia ist eine Varietät der Edlen Weinrebe (Vitis vinifera).

## Synonyme
Barlettana, Canosa, Cassano, Colatamurro, Nero di Troia, Sommarrello, Sumarello, Summariello, Tranese, Troiano, Troja, Trojana, Uva Antica Nera, Uva della Marina, Uva di Barletta, Uva di Canosa, Uva di Troja, Uva di Troya, Vitigno di Barletta, Vitigno di Canosa, Zagarese